# Bogatyńskie
Bogatyńskie (dawniej Bogatyń, niem. Tüngen) – wieś w Polsce na Warmii położona w województwie warmińsko-mazurskim, w powiecie lidzbarskim, w gminie Orneta.
W latach 1975–1998 miejscowość administracyjnie należała do województwa elbląskiego.

## Historia
Wieś rycerska lokowana na prawie pruskim w 1287 r., w 1287 lokacja zmieniona na prawo chełmińskie. Pierwotna nazwa wsi pochodzi od nazwiska pierwszych właścicieli – rodu Tunge. Z tego rodu wywodził się biskup warmiński Mikołaj Tungen (1467-1489).

## Zabytki
Zachował się późnobarokowy pałac z 1772 r., zbudowany dla Stanisława Rutkowskiego, rozbudowany na przełomie XIX i XX w. Pałac założony na planie prostokąta z ryzalitem na osi, nakryty mansardowym dachem z trzykondygnacyjnym ryzalitem na krótkiej osi. Oś długą przedłuża parterowa oficyna i neogotycka baszta z przełomu XIX/XX wieku będąca wieżą ciśnień. We frontonie herb Rutkowskich (Pobóg) na tle rokokowo-klasycystycznej dekoracji. W zespole folwarcznym zachowała się oficyna i ruina spichlerza. Obok pałacu pozostałości parku. Po II wojnie światowej pałac użytkowany był przez PGR.
Ryglowy kościółek i neogotycka kaplica rodu Biell Tungen z 1859.

## Sołectwo
Wieś Bogatyńskie wchodzi w skład sołectwa Karkajmy.